# Nihilismo

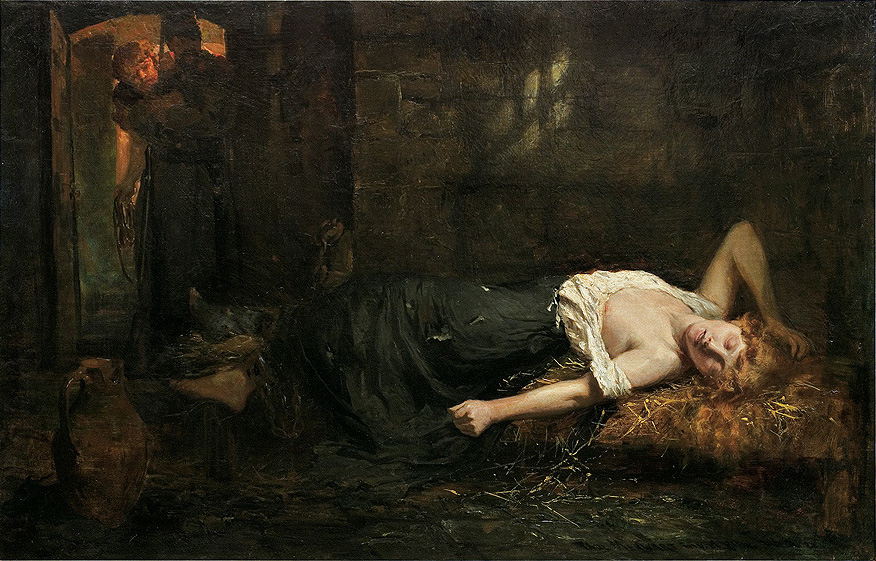
La nihilista por el pintor franco-polaco Paul Merwart (1882).

El nihilismo (del latín nihil, ‘nada’) es una doctrina filosófica que considera que al final todo se reduce a nada, y por lo tanto nada tiene sentido. Rechaza todos los principios religiosos, morales y gnoseológicos, a menudo fundamentándose en la creencia de que la vida no tiene sentido, de que no existe una deidad, puesto que la naturaleza y el universo son indiferentes con el ser humano, sus valores y su sufrimiento, de que no existe un fin último teleológico en presencia de un orden divino toda vez que Dios ha muerto, de que no hay una verdad absoluta y de que la realidad es aparente. El nihilismo suele presentarse como nihilismo existencial, forma en la que se sostiene que la vida carece de significado objetivo, propósito, o valor intrínseco (a diferencia de los conceptos filosóficos orientales de la Nada, expresados en los conceptos de Wuji o Shuniata). El nihilismo se puede considerar crítica social, política y cultural a los valores, costumbres y creencias de una sociedad, en la medida en que estas participan del sentido de la vida, negado por dicha corriente filosófica.
El término «nihilista» fue creado por el novelista ruso Iván Turguénev en su novela Padres e hijos (1862): «Nihilista es la persona que no se inclina ante ninguna autoridad, que no acepta ningún principio como artículo de fe» y se extendió de manera extraordinaria en la sociedad rusa de la segunda mitad del siglo XIX con distinto significado: para los conservadores era ofensivo, para los revolucionarios demócratas era una señal de identidad.
Friedrich Nietzsche estructuró la conceptualización del término, pero este ya existía como corriente en la antigua Grecia representado por la escuela cínica y en el escepticismo.
El nihilismo niega aquello que pretenda un sentido superior, objetivo o determinista de la existencia puesto que dichos elementos no tienen una explicación verificable. En cambio, es favorable a la perspectiva de un devenir constante o concéntrico de la historia objetiva, sin ninguna finalidad superior o lineal. Es partidario de las ideas vitalistas y lúdicas, de deshacerse de todas las ideas preconcebidas para dar paso a una vida con opciones abiertas de realización, una existencia que no gire en torno a cosas inexistentes.
En este sentido el nihilismo no significa creer "en nada", ni pesimismo ni mucho menos "terrorismo" como suele pensarse, si bien estas acepciones se le han ido dando con el tiempo a la palabra. De todas formas hay autores que al nihilismo, entendido como negación de todo dogma para dar apertura a opciones infinitas no determinadas, lo llaman nihilismo positivo, mientras que al sentido de negación de todo principio ético que conlleve la negligencia o la autodestrucción lo llaman nihilismo negativo, aunque también se los conoce como nihilismo activo y nihilismo pasivo.
Una de las referencias más lejanas se encuentra en el filósofo sofista Gorgias quien afirmaba: «Nada existe, si algo existe no es cognoscible por el hombre; si fuese cognoscible, no sería comunicable» o en la actitud vital del discípulo de Antístenes, Diógenes de Sinope.

## Concepto filosófico

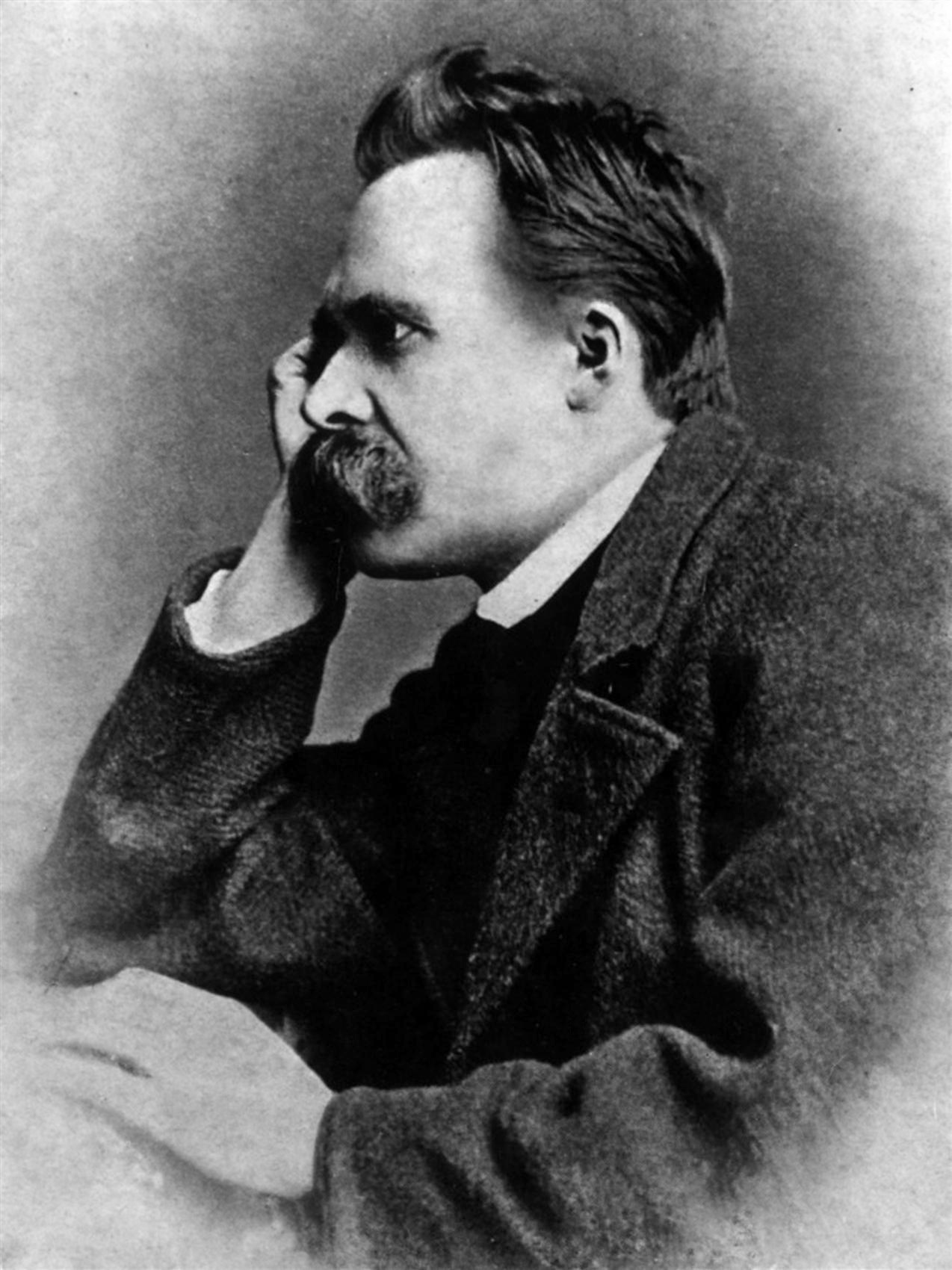
Friedich Nietzsche, hacia 1882.

El nihilismo tiene antecedentes muy antiguos y se encuentra ya en algunos textos filosóficos hebreos, como el Eclesiastés. Entre otros filósofos que han escrito sobre esta materia se incluye a Friedrich Nietzsche, Jean Paul Sartre y a Martin Heidegger. Nietzsche describió al cristianismo como una religión nihilista porque evadía el desafío de encontrar sentido a la vida terrenal, y que en vez de eso crea una proyección espiritual donde la mortalidad y el sufrimiento son suprimidos en vez de trascendidos. Nietzsche creía que el nihilismo era resultado de la «muerte de Dios», e insistió en que debía ser superado, dándole de nuevo significado a una realidad monista. Buscó un idealismo pragmático en vez del idealismo cósmico de Schopenhauer.
Heidegger describió el nihilismo como el estado en el que «no queda nada del ser en sí», y argumentó que el nihilismo se apoya en el reduccionismo del Ser a un mero valor. El nihilismo es el proceso que sigue la conciencia del hombre occidental y que quedaría expresado en estos tres momentos:
1. El nihilismo como resultado de la negación de todos los valores vigentes: es el resultado de la duda y la desorientación.
2. El nihilismo como autoafirmación de esa negación inicial: es el momento de la reflexión de la razón.
3. El nihilismo como punto de partida de una nueva valoración: es el momento de la intuición, que queda expresada en la voluntad de poder, en quien se expresa a su vez el valor de la voluntad.

Al respecto Heidegger afirma la existencia de dos tipos de verdad; aquella efectuada por Dios en la que todo tiene una correspondencia a la idea con la que fue creado, y la verdad entendida por el humano en la que todo se adapta a la comprensión de este, negando la idea de una verdad absoluta. Más importante aún, para Heidegger «Solo hay verdad en tanto el Dasein existe»; considera así que la verdad se encuentra intrínsecamente relacionada con la existencia del propio ser, y que al perderse este, los conceptos de la verdad que sintetiza, se pierden con él. De modo que nada tiene una esencia o verdad propia, sino que toma significado en la forma en que el Dasein lo concibe, para volver a perderlo una vez que este deja de existir.
Esta es la base sobre la que ha de construirse, según Nietzsche, la nueva filosofía. El hombre provoca, en primer lugar, la muerte de Dios o la destrucción de los valores caducos. En segundo lugar, el hombre toma conciencia plena del fin de estos valores o de la muerte de Dios y se reafirma en ella. En tercer lugar, y como consecuencia de todo lo anterior, el hombre se descubre a sí mismo como responsable de la destrucción de los valores o de la muerte de Dios, descubriendo, al mismo tiempo, la voluntad de poder, e intuyendo la voluntad como máximo valor; así se abre el camino a unos nuevos valores.
Para Sartre el ser (hombre) llega a generar la nihilización, pues éste es negador. «Porque la negación es rechazo de la existencia. Por ella, un ser (o una forma de ser) es puesto y después rechazado a la nada».

## Popularización del término
Aunque el término fue popularizado por el novelista ruso Iván Turguénev en su novela Padres e hijos (1862) para describir las visiones de los emergentes intelectuales radicales rusos, la palabra nihilismo fue introducida en el discurso filosófico por primera vez por Friedrich Heinrich Jacobi en una carta enviada a Johann Gottlieb Fichte en 1799.[cita requerida]
Jacobi usó el término para caracterizar el racionalismo, y en particular a la filosofía crítica de Immanuel Kant con el fin de llevar a cabo una reductio ad absurdum según la cual todo el racionalismo (la filosofía como crítica) se reduce a nihilismo, y por lo tanto debe ser evitado y reemplazado con un retorno a algún tipo de revelación o conocimiento trascendente.[cita requerida]
Los intelectuales que describió Turguénev en su novela eran principalmente estudiantes de clase alta que estaban desilusionados con el lento avance del reformismo. En Padres e Hijos Turguénev escribió: «Nihilista es la persona que no se inclina ante ninguna autoridad, que no acepta ningún principio como artículo de fe», en el sentido de persona crítica con todo lo que le rodea. El portavoz principal de esta nueva filosofía fue Dmitri Písarev.[cita requerida]
La palabra pronto se convirtió en un término de burla para las generaciones jóvenes radicales. Se utiliza a menudo para indicar un grupo o filosofía caracterizados por la falta de sensibilidad moral, creencia en la verdad, belleza, amor o cualquier otro valor y ningún respeto por las convenciones sociales anteriores.[cita requerida]

## La escuela cínica
Los antecedentes históricos del nihilismo están en la escuela cínica, fundada en Grecia por Antístenes durante la segunda mitad del siglo IV a. C. y cuyo mayor representante fue Diógenes de Sinope. Al igual que los nihilistas rusos de mediados del siglo XIX, los cínicos criticaban el orden y la moral de su época mediante sátiras contra la corrupción de las costumbres y los vicios de la sociedad griega de su tiempo, y practicando una actitud muchas veces irreverente: la llamada «anaideia».
Antístenes fue discípulo de Gorgias hasta que decidió fundar su propia escuela filosófica. Lo hizo en un gimnasio en las afueras de Atenas llamado Cinosargo, que quiere decir «perro blanco». A sus seguidores les empezaron a llamar kínicos («perros», en griego) ya que sus comportamientos se asemejaban al de los perros. Antístenes vivía según su propia ley, la que él mismo eligió para sí. Las leyes establecidas, las convenciones sociales no eran para este sabio que, como todos los cínicos, despreciaba las normas, las instituciones, las costumbres y todo lo que representa una atadura para el hombre. 

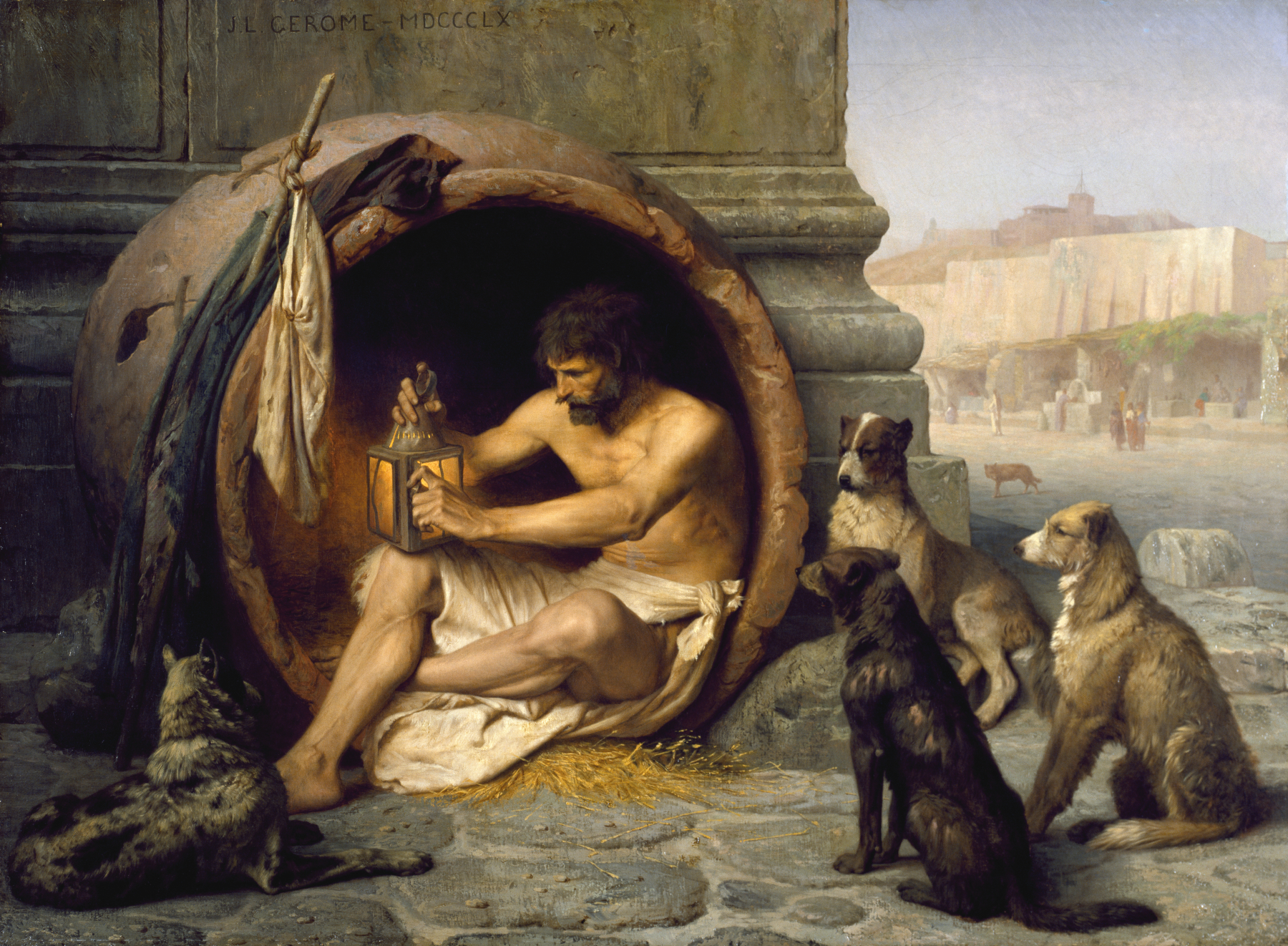
Diógenes, pintura de Jean-Léon Gérôme (1860)

Diógenes de Sinope fue discípulo de Antístenes. Optó por llevar una vida austera y adoptó la indumentaria cínica, como su maestro. Desde sus comienzos en Atenas mostró un carácter apasionado. Pone en práctica de una manera radical las teorías de su maestro Antístenes. Lleva al extremo la libertad de palabra, su dedicación es criticar y denunciar todo aquello que limita al hombre, en particular las instituciones. Propone una nueva valoración frente a la valoración tradicional y se enfrenta constantemente a las normas sociales. Se considera cosmopolita, es decir, ciudadano del mundo, en cualquier parte se encuentra el cínico como en su casa y reconoce esto mismo en los demás, por tanto el mundo es de todos. La leyenda cuenta que se deshizo de todo lo que no era indispensable, incluso abandonó su escudilla cuando vio que un muchacho bebía agua en el hueco de las manos.
Crates de Tebas era un ciudadano adinerado y de buena posición social, que renunció a toda su fortuna para hacerse filósofo cínico. Fue discípulo de Diógenes y maestro de Zenón de Citio. Crates, a diferencia de su maestro, era un hombre amable y tranquilo, lo que le valió el sobrenombre de «el filántropo», así como el de «abrepuertas» porque la gente le llamaba a sus casas para pedirle consejo y charlar con él. Para Crates la filosofía le libera de su esclavitud externa, en cuanto a la familia, la propiedad o las costumbres sociales y le libera también de la esclavitud interna, de sus opiniones, manteniendo su radical libertad individual.

## El nihilismo ruso

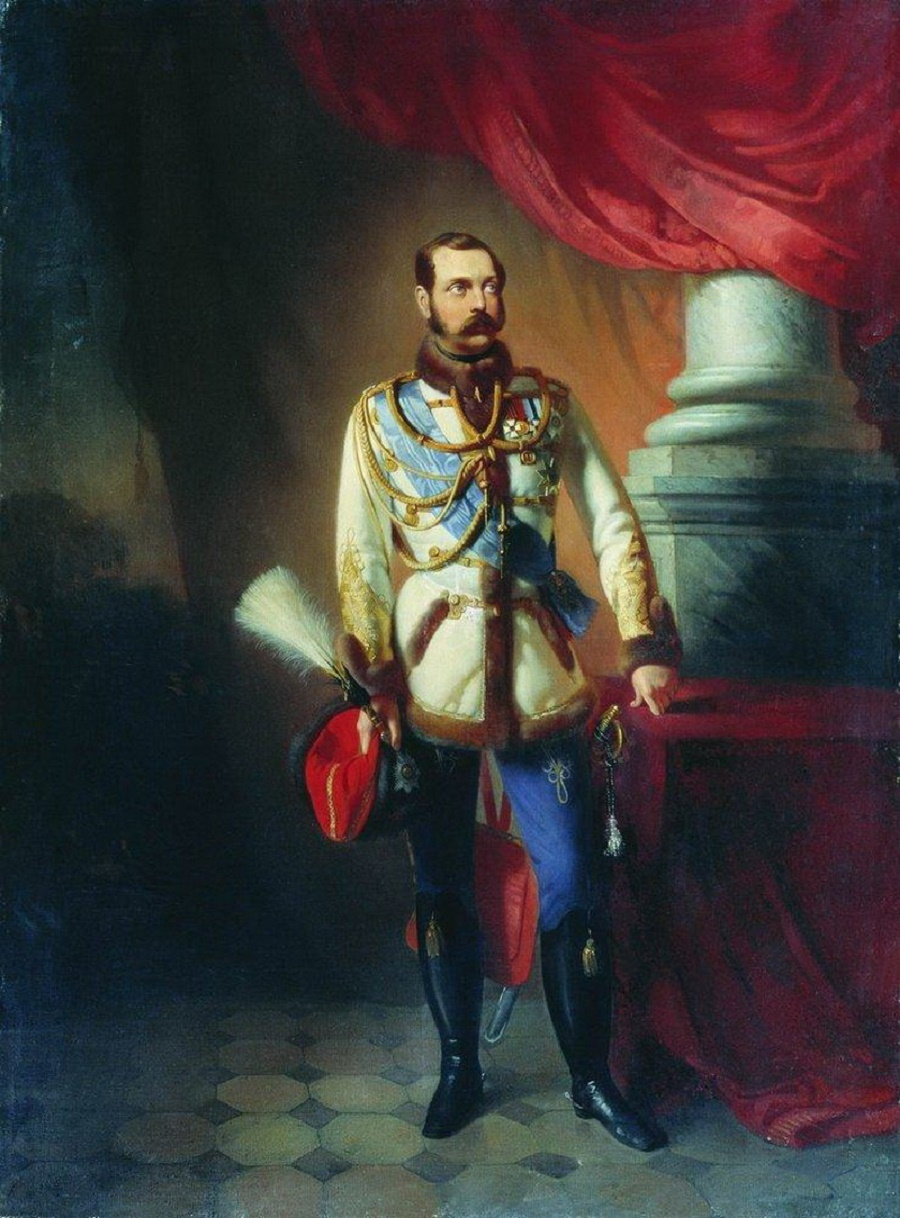
Alejandro II de Rusia, pintura de Konstantín Makovski (1860)

### Desarrollo
El fenómeno cultural ruso conocido como nihilismo se desarrolló durante el reinado de Alejandro II (1855-1881), zar de carácter liberal y reformista. La década de los sesenta es considerada como la década del nihilismo. La pérdida de la Guerra de Crimea (1854-1856), la apertura del régimen al exterior (apertura no solo económica, sino también cultural e ideológica) y las relativas libertades concedidas por el zar —por ejemplo, en prensa— sirvieron de caldo de cultivo para esta nueva subcultura. De carácter fundamentalmente intelectual, el nihilismo representó una reacción contra las antiguas concepciones religiosas, metafísicas e idealistas. Los jóvenes nihilistas, retratados como rudos y cínicos, combatieron y ridiculizaron las ideas de sus padres. Su sinceridad rayaba la ofensa y el mal gusto, y esta actitud fue lo que más pareció definir a este movimiento. La actitud despectiva y negativa quedó perfectamente retratada en el personaje Bazárov de la novela Padres e hijos de Iván Turguénev.
En el extremo sentimentalismo de los padres, estos jóvenes solo veían una forma de hipocresía. Observaban cómo sus románticos padres explotaban a sus siervos, maltrataban a sus esposas e imponían una disciplina estricta en sus hogares y, paradójicamente, luego se dedicaban a hacer poemas y exhibir un comportamiento ridículo, como ilustró posteriormente el conocido anarquista Piotr Kropotkin en sus Memorias de un revolucionario (1899): «Los nihilistas rechazaban y abandonaban, en nombre del progreso, todo lo que no podía ser justificado científicamente, como supersticiones, prejuicios y costumbres».
Criticaban las posiciones esteticistas en el arte por recrearse con la belleza en abstracto y carecer de una utilidad social real. Adoptaron también una postura ética utilitarista denominada «egoísmo racional» por la cual buscaron redefinir las relaciones sociales en ámbitos como la amistad, el amor o el trabajo.

### ElRússkoe Slovo: primera etapa (1859-1862)
La tendencia nihilista fue una parte del radicalismo ruso de la época. Tuvo su medio de expresión en una publicación llamada Rússkoe Slovo (en cirílico, Русское слово), creada el año 1859. Pero no fue sino hasta la incorporación del joven Dmitri Písarev el año 1860 cuando la publicación se convirtió en representativa de esta tendencia. Písarev —a pesar de tener una formación de letras— se dedicó a popularizar los últimos avances en ciencias naturales, y en especial en fisiología. Los mayores referentes ideológicos fueron los materialistas alemanes, denominados vulgares por su reduccionismo y extremo determinismo. Destacó el triunvirato formado por Ludwig Büchner, Jacob Moleschott y Karl Vogt. Písarev interpretaba las relaciones personales, afectivas o laborales, e incluso el desarrollo histórico, desde una vertiente fisiológica. En uno de sus artículos sobre Moleschott, llegó a afirmar que la hostilidad en torno al progreso era consecuencia de una dieta poco nutritiva y que, al contrario, una dieta equilibrada conduciría a un desarrollo completo del potencial intelectual. Contrario al idealismo, Písarev calificaba los ideales de alucinaciones, por no poder ser experimentados mediante los sentidos. Otra de las bases del movimiento fue el positivismo, con el que estos jóvenes compartieron su afán ilustrador y su apología del modo de pensar científico. Autores positivistas como Auguste Comte o Henry Thomas Buckle fueron un claro referente de Písarev y otros jóvenes nihilistas.
En su artículo Bazárov (febrero de 1862) Písarev se identificó con el personaje de Padres e hijos, con el que simpatizaba en gran medida, tanto por su extremo individualismo como por su proceder científico. En este artículo Písarev defendía que ningún tipo de conocimiento o convicción debía ser aceptado como artículo de fe. Solo los sentidos podían constituir la base para la construcción del conocimiento, dejando de lado toda especulación y teorización vacía. El método científico, con la observación y la experimentación, nutría perfectamente esa necesidad de asimilar el conocimiento fisiológicamente. La concepción sensualista la empleaba también Písarev para justificar la conducta de los individuos. Estos debían guiarse por impulsos naturales y por un calculado egoísmo, despreciando convenciones y tradiciones de todo tipo. Los prejuicios y obligaciones religiosos, familiares o sociales debían también ser rechazados. Bazárov se convertía así en el referente de la publicación. «Si el bazarovismo es una enfermedad, es la enfermedad de nuestro tiempo», sentenciaba Písarev. El bazarovismo o nihilismo se extendía como el cólera, y nadie podía pararlo, expresaba este.
Una oleada represiva contra las instituciones y publicaciones radicales terminó ese mismo año con el arresto de Písarev y el cierre del Rússkoe Slovo; el intelectual Nikolái Chernyshevski y “su” publicación Sovreménnik (El contemporáneo) corrieron la misma suerte. Písarev protestó desde el anonimato contra la campaña represiva y defendió al intelectual Herzen de las calumnias vertidas por un agente zarista llamado Shedo-Ferroti. Adoptó en esta ocasión un tono excesivamente violento, terminando el panfleto con una invitación —a los jóvenes “vivos y frescos”– a la aniquilación completa de la casa real —“corrupta y podrida”—. No obstante, la imprenta ilegal fue detectada y las pistas obtenidas dieron con la identidad de Písarev. El episodio terminó con la encarcelación de este en la Fortaleza de San Pedro y San Pablo, donde permanecería cuatro años (1862-1866).
A pesar de este capítulo, pocos meses después se permitió la reapertura del Rússkoe Slovo y fue concedido a Písarev un permiso para continuar publicando desde el presidio.

### ElRússkoe Slovo: segunda etapa (1863-1866)
La segunda etapa de Rússkoe Slovo la marca la incorporación del joven Varfoloméi Záitsev (1842-1882) el año 1862 y la ruptura ideológica definitiva de esta publicación con la otra publicación radical de la época, Sovreménnik (El contemporáneo). Varfoloméi Záitsev siguió una orientación similar a la de Písarev, compartiendo las mismas bases ideológicas que este. Destacó por el tono agresivo de sus escritos. La divergencia se inició con la identificación de Písarev con Bazárov, quien era visto por Maksim Antonóvich —uno de los redactores del Sovreménnik— como un personaje frío y carente de sentimientos, y una caricatura grosera de la juventud de la época. Pero fue el enfrentamiento entre Mijaíl Saltykov-Shchedrín y Záitsev el que determinó finalmente la división. Los jóvenes nihilistas aparecían a ojos del populista Saltykov como una banda de charlatanes cargados de pesimismo y negatividad. Y para Záitsev y Písarev las posturas populistas, es decir, la fe en el campesino analfabeto e ignorante como motor de todo progreso en Rusia, eran una soberana estupidez. Chocaban igualmente en algunos referentes ideológicos. En el Sovreménnik se impuso la filosofía hegeliana (concretamente el hegelianismo de izquierdas representado por Feuerbach y su religión humanista) y en el Rússkoe Slovo el materialismo vulgar y el cientifismo radical. Para Písarev y Záitsev la filosofía de Hegel y la dialéctica en general constituían un cúmulo de abstracciones carentes de sentido.
Los jóvenes de Rússkoe Slovo se caracterizaron por su «egoísmo racional», que se contrapuso al altruismo y sacrificio personal que predicaron los integrantes del Sovreménnik y posteriormente los populistas de la década de los setenta. En sus escritos sobre la obra de Charles Darwin, El origen de las especies (la traducción rusa salía a la luz el año 1864), Písarev veía justificado científicamente este egoísmo, pues cada especie actuaba únicamente en función del propio interés. Záitsev adoptó una postura ligada al darwinismo social, sosteniendo la inferioridad de las razas de color —inspirado, sobre todo, por Karl Vogt— y negando que tuvieran una función importante en la historia. Otro de los puntos de discusión entre las dos publicaciones radicales fue el referente al arte. Para Antonóvich, por ejemplo, el placer estético era una necesidad natural; Písarev y Záitsev criticaron, en contraposición, las posturas esteticistas en el arte (el llamado «arte por el arte») por carecer de utilidad social.
Písarev desarrolló toda una teoría del egoísmo racional que, sobre todo en artículos como Realistas (1864) o Proletariado pensante (1865), se convirtió en variante del utilitarismo. Por una parte la «liberación de la personalidad», que en sus primeros artículos representaba la depuración del propio ego de todo aquello que es artificial o impuesto por agentes externos, como deberes y obligaciones. Y por la otra, esta nueva concepción del egoísmo racional, que fue adquiriendo progresivamente un tono utilitarista, abandonando las concepciones iniciales más hedonistas. Písarev proclamaba en Proletariado pensante que el egoísmo, concebido de forma racional, no tenía por qué estar reñido con el amor por la humanidad, que el interés individual podía coincidir con el bien común. Si los hombres y mujeres nuevos se dedicaban a labores de utilidad social —y Písarev veía a los científicos como una nueva vanguardia— las contradicciones quedaban eliminadas. En Realistas Písarev trataba temas como la liberación de la mujer, la necesaria industrialización en Rusia, la necesidad de divulgadores de ciencias naturales y —en oposición a la tendencia populista— lo inútil de emprender la «ida hacia el pueblo» con tan gran número de campesinos analfabetos. No era todavía la época de una «ilustración masiva» y lo único que podía traer el progreso a Rusia eran científicos, técnicos y otros «proletarios pensantes».
Las posturas sensualistas, positivistas, darwinistas y extremadamente egoístas de los jóvenes del Rússkoe Slovo los diferenciaron y enfrentaron, así, a los integrantes del Sovreménnik, publicación en la cual se predicaba el altruismo y se mitificaba al pueblo, continuando la tradición moralista del publicista Nikolái Dobroliúbov, que integró también esa publicación y que murió prematuramente el año 1861.
A pesar de que Písarev y Záitsev compartían muchos puntos en común con Chernyshevski, se diferenciaron de este en sus posiciones. Posteriormente Chernyshevski criticó las posiciones positivistas y darwinistas de esos jóvenes, aunque publicara su novela ¿Qué hacer? (1863) inspirado por la nueva tendencia y su carácter moral. Chernyshevski es conocido por ser un partidario del socialismo agrario basado en el mir o comuna rural rusa. Písarev, en cambio, recibió gran influencia de Saint-Simon y adoptó una postura industrialista. Siempre desde una dimensión apolítica, defendió el desarrollo económico y social pacífico a través de la labor educativa y modernizadora (industria, tecnología, etc.). Záitsev se lamentaba del bajo nivel intelectual y educacional del campesinado ruso y, a diferencia de los posteriores populistas, era escéptico respecto a esta clase social, viendo en el obrero occidental una clase social mucho más avanzada. Záitsev, al igual que su compañero de publicación Nikolái Sokolov, redactor económico del Rússkoe Slovo, se identificó con el pensamiento del anarquista francés Pierre Joseph Proudhon.

### El cierre deRússkoe Slovoe influencias posteriores
Con el atentado del miembro de Naródnaya Volia, Dmitri Karakózov (abril de 1866), las publicaciones radicales de la época, el Rússkoe Slovo y el Sovreménnik, fueron clausuradas por alimentar tendencias subversivas. A pesar de esto, Grigori Blagosvétlov, antiguo editor del Rússkoe Slovo, estaba autorizado a publicar en Delo (El hecho), donde participaron otros componentes del Rússkoe Slovo como Piotr Tkachov o Nikolái Shelgunov que, a diferencia de Písarev y Záitsev, no eran representativos de la tendencia nihilista. Písarev participó en esta publicación, pero tras unas disputas con Blagosvétlov, rompió con la misma. Moriría, supuestamente ahogado, en el año 1868. Se hipotetiza con el suicidio (diversos intentos en el pasado por parte de Písarev hacen creíble esta hipótesis). Záitsev, que tenía prohibido publicar, huía al exilio en 1869, vinculándose a grupos anarquistas suizos. También se uniría a grupos anarquistas suizos Sokolov, antiguo redactor económico del Rússkoe Slovo, que escapaba en el año 1872 a su cautiverio.
La subcultura nihilista perdía así su medio de expresión y sus principales representantes. Aun así las obras de Pisarev continuaron ejerciendo una fascinación importante en la juventud rusa hasta principios del siglo XX. Se llegó a calificar el nihilismo como una etapa de la primera juventud por la que muchos pasaban. Los seguidores de Písarev (o písarevtsy) fueron criticados por los miembros de Naródnaya Volia de la década de los setenta. Nikolái Mijailovski, conocido poeta radical, veía en esta corriente un egoísmo y un solipsismo contrarios al espíritu populista. El terrorista de Naródnaya Volia Lev Tijomírov criticaba a los seguidores de Písarev por basarlo todo en impulsos personales, ignorando al pueblo, y calificaba el nihilismo de pretensión aristocrática, surgida a la sombra de una nobleza decadente. Más que una adaptación del utilitarismo inglés a la realidad rusa, Tijomírov consideraba que el nihilismo ruso era una caricaturización del mismo y que su pretendido utilitarismo solo era una excusa para la inmoralidad y un llamamiento a la vida disoluta.

## En la cultura popular

### En la literatura
El término «nihilismo» fue popularizado por Iván Turguénev en su novela Padres e hijos, en la cual el héroe, Bazárov, es un nihilista que consigue convencer a otros para que se adhieran como seguidores a esta filosofía. Solamente el amor le hace dudar de sus principios basados en el nihilismo.
Antón Chéjov representó el nihilismo en su obra Las tres hermanas. La frase «¿Qué importa?» y sus variaciones eran empleadas por los personajes en numerosas ocasiones como respuesta a los eventos en la novela. El significado de algunos de estos eventos sugiere que los personajes utilizaban el nihilismo como método para soportar su realidad. En adición a lo anterior, Chéjov es conocido por ser el principal representante del género literario conocido como «pieza» que se caracteriza por ser historias cuyos protagonistas tienen un deseo, adquieren la oportunidad de alcanzarlo y por algún motivo son incapaces de hacerlo realidad, por lo que estas historias terminan como empiezan, dando la apariencia de que «no pasó nada» durante la historia. Algo que por sí mismo puede ser interpretado como un adición de la obra Chéjov al nihilismo, pues la vida de sus personajes no tiene significado en tanto no hay cambios aparentes en sus vidas tras el desarrollo de los eventos.
Ayn Rand denunció vehemente el nihilismo como una abdicación de la razón y de la búsqueda de la felicidad, lo que ella veía como el propósito moral de la vida. Por ello, la mayor parte de los villanos en sus obras son nihilistas consumados. Ejemplos de ello son Ellsworth Mockton Toohey en El manantial quien es auto-definida como una nihilista y el gobierno corrupto en La rebelión de Atlas cuyos miembros están inconscientemente motivados por el nihilismo, esto se muestra en la representación que hace el libro de la sociedad americana con la falsa frase popular «¿Quién es John Galt?» siendo usado como una forma desafiante de decir «¿Quién sabe?» o «¿A quién le importa?» que los personajes que se han rendido en la vida pronuncian constantemente. Las ideas filosóficas del Marqués de Sade son comúnmente señaladas como principios nihilistas.   

### En la televisión
La serie animada Rick and Morty presenta varias ideas nihilistas, como los meeseeks (en el capítulo «Meessek and Destroy»), seres que solo desean terminar su vida ya que para ellos es una tortura. O como el protagonista Rick, que múltiples veces trata de matar a Dios metafóricamente y nunca presenta una creencia en algo.
Otra serie animada, Daria, muestra a una adolescente cínica y nihilista, con poca motivación por el entorno que la rodea y las personas en general; si bien no llega a ser suicida, su falta de motivación y de sentido por las cosas hablan por sí solas. La serie estaba muy arraigada al nihilismo propio dicho de la Generación X en los años 90.

### En el cine
Tres de los antagonistas de la película El gran Lebowski de 1997 son explícitamente descritos como «nihilistas», sin embargo no se les puede ver exhibiendo ningún comportamiento o comentarios nihilistas durante el filme. Al respecto de los nihilistas, el personaje Walter Sobchak comenta: «Dirán lo que quieran sobre los principios del nacionalsocialismo pero al menos es una doctrina».
En la película de 1999 Matrix el protagonista Thomas A. Anderson almacena archivos robados en una copia vacía de la obra de Jean Baudrillard Simulacro y simulación, específicamente bajo el capítulo «Sobre el nihilismo». Así mismo, el antagonista principal, el agente Smith, también es frecuentemente presentado como un nihilista, lo que es más evidente en The Matrix Revolutions cuando se queja sobre la paz, el amor y la justicia, describiéndolos como insignificantes. 

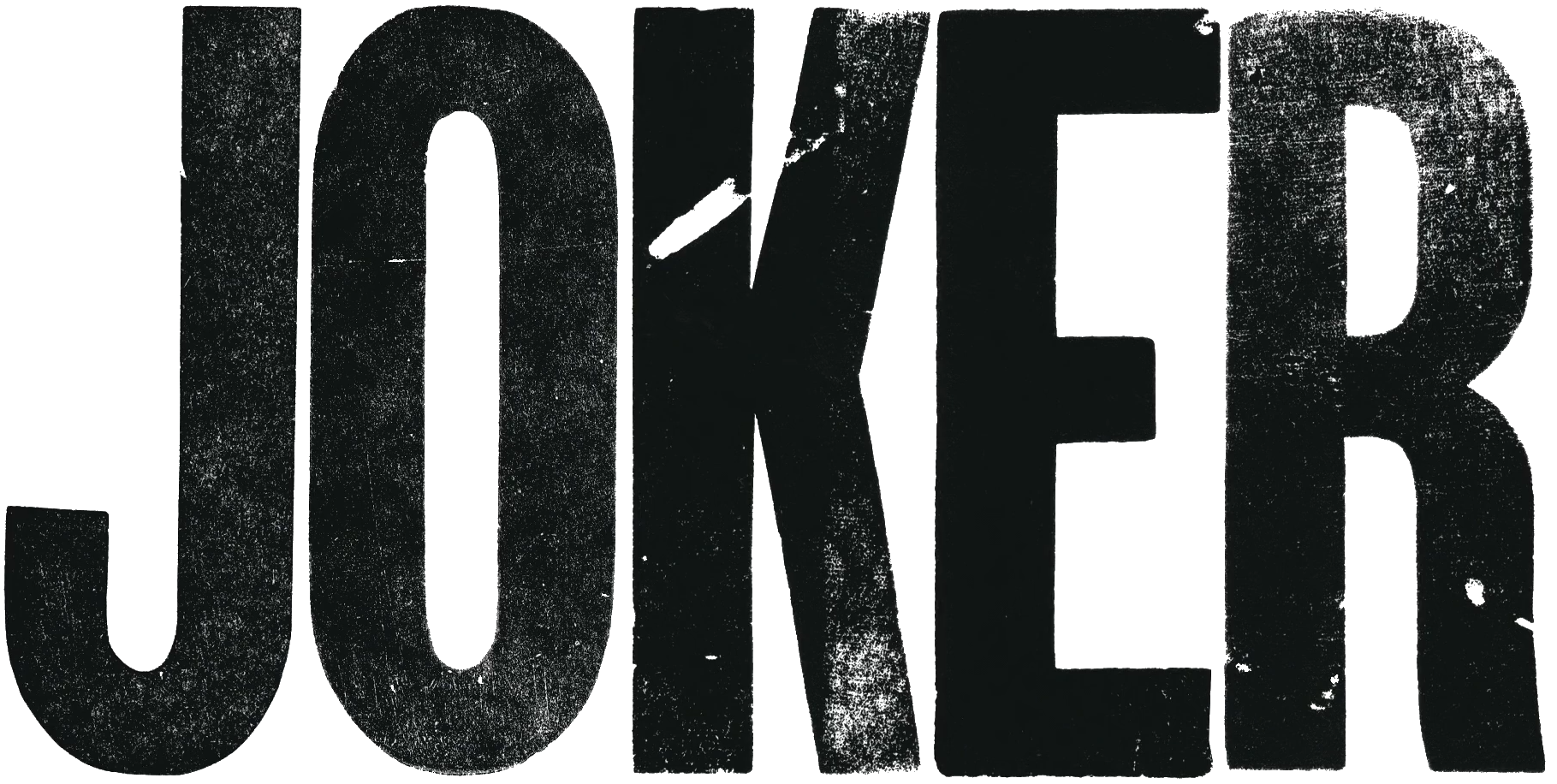
Logotipo del filme Joker (2019).

La película El club de la lucha (1999) también explota los conceptos característicos del nihilismo por medio de la exploración de los contrastes entre los valores artificiales impuestos por el consumismo y la búsqueda de la felicidad espiritual.
A su vez, la representación del Joker hecha por Heath Ledger muestra una mezcla de ideas anarquistas y principios de nihilismo al describirse como «un agente de caos» y quemando un cerro de dinero mientras enuncia que el crimen «no se trata del dinero. Se trata de enviar un mensaje: todo arde». Al respecto, Alfred Pennyworth declara: «Hay hombres que no buscan nada lógico, como el dinero —ellos no pueden ser comprados, intimidados ni convencidos— hay hombres que sólo quieren ver el mundo arder».

### Videojuegos
El videojuego Nier: Autómata contiene alusiones a Nietzsche y al nihilismo en su conjunto. Uno de los finales del juego, conocido como «Final E», ha sido interpretado numerosas veces como el rechazado del nihilismo existencial, haciendo que el jugador repudie la noción de un mundo sin significado para poder salvar a los protagonistas del juego.
En el videojuego Revelations: Persona el jefe final es la representación de los pensamientos nihilistas de uno de los personajes principales.

### Música
La canción Nihilist Blues de la banda británica Bring me the horizon, hace referencia en su letra directamente al nihilismo.
La canción «Nihilismo» de la banda viguesa Siniestro Total de su disco De hoy no pasa y también el conocido rapero Ghostemane, el cual se ha referido varias veces al nihilismo en sus canciones, una de cuales tiene el propio nombre «Nihil».